# Ratataplan
A Ratataplan egy 1979-ben bemutatott olasz film. A rendező, Maurizio Nichetti első önálló filmje volt és nagy sikerrel mutatták be.
Nichetti a pantomim világából érkezett a filmvilágba, ezért nem meglepő, hogy filmjében alig van dialógus. A Ratataplan a hangosfilmkorszak azon ritka filmjei közé tartozik, amelyben szinte egyáltalán nem beszélnek.

## Történet
A főszereplő egy állástalan mérnök, akinek gazdag képzelete a veszte: egy álláspályázaton a sok unalmas jelentkező között ő egyedül olyan fantáziadúsan oldja meg a feladatot, hogy az túl jól sikerül, és épp ezért nem veszik fel. Így ott folytatja, ahol abbahagyta, az  amatőr színtársulatával. Aztán találkozik egy hozzáillően lökött lánnyal, és vele folytatja a csetlés-botlást, kilátástalanul, de bizakodva.

## Idézetek
„...úgy is lehet beszélni egy nemzedékről, hogy ez a nemzedék nem is beszél.”

– Nichetti

„Nichetti Ratataplanja filozofikus, büszke és szabadgondolkodású mű, mint minden igazi burleszk. Olyan ritka film ez, amelyet az első perctől az utolsóig végignevetünk. S csak amikor már kijöttünk kacagástól fájó hassal a moziból, döbbenünk rá, hogy ebben az egészben bizony semmi nevetséges nincs.”

– Báron György

## Külső hivatkozások
- Hivatalos lap